# Urbana ekologija
Urbana ekologija je ena izmed pod-disciplin ekologije, ki se ukvarja z interakcijo med organizmi v urbanih in urbaniziranih okoljih in njihovi interakciji v skupnosti. Urbani ekologi preučujejo drevesa, reke, divje živali in odprti prostor v mestu z namenom, da ugotovijo kako in v kakšni meri onesnaženost, prevelika razvitost mest in drugi pritiski vplivajo na te vire. Analiza mestnih okolij nam lahko v okviru ekologije ekosistema (gledamo na kroženje snovi in pretok energije skozi ekosistem), pomaga pri oblikovanju bolj zdravega življenja in boljšega nadzora v skupnosti, če se zavedamo kakšne so grožnje za ljudi, ki jih prinese urbano okolje. Poudarek je na načrtovanju skupnosti z ekološko zasnovo, z uporabo alternativnih materialov in metod z namenom spodbujanja zdravega in biološko urbanega ekosistema.

## Pregled
Do leta 2030 je ocenjeno, da bo 60 % svetovnega prebivalstva živelo v mestih. Bolj kot so ljudje izobraženi, bolj so nagnjeni k ekološkim dejavnostim, kot so študije o lokalnih pticah, testiranju kakovosti vodnih virov, čiščenju nepozidanih zemljišč in ustvarjanju parkov, vrtov, ali pa celo k sajenju in skrbi za drevesa ob cestah in ostale pozitivne spremembe, ki so pomembne tako za ljudi, kot za okolje. Na primer, urbane spremembe ekologije, kot so projekti nasaditve dreves ob cesti povečujejo socialne povezave med mestnimi prebivalci, ki skrbijo za javno varnost. Sposobnost, da uživajo, se počutijo varne in da zaupajo drugim v skupnosti je večja v predelih, kjer se izvajajo ekološke naloge, ki vodijo do boljše kakovosti življenja.
Interakcije med neživimi dejavniki, kot so sončna svetloba in voda in biološkimi dejavniki kot so rastline in mikrobi potekajo v vseh okoljih, vključno z mesti. Koncentriranje ljudi in sredstev, ki jih zaužijejo v metropolitanskih območjih spreminja stvari, kot so izsuševanje tal, pretok vode in razpoložljivost svetlobe. Pločniki in strehe lahko spremenijo hidrologijo območja s povečanjem odtoka meteornih voda in prispevajo k višji temperaturi v mestu s shranjevanjem toplotne energije, ki deluje kot umetno toplotno korito. Obstaja veliko ukrepov s katerimi lahko pomagamo pri zmanjševanju teh težav v mestnih skupnosti. Sajenje dreves prispeva k omejevanju betonskih površin v skupnosti in s tem se omogoča bogatenje podtalnice, znižanje skupne temperature in očiščenje zraka. Mestni ekologi spodbujajo nastajanje parkov in domačih vrtov v mestnih skupnostih. S tem lahko mesta prihranijo veliko občinskega denarja in omejijo zahteve drugih o ureditvi mesta. Oblikovanje ekoloških zgradb omogoča manjšo porabo energije tako za delovanje trgovskih, industrijskih in stanovanjskih skupnosti. Ekološke zgradbe temeljijo na alternativnih virih energije, kot so sončna energija in bioplin. Drugi primeri ekološke izdelave bi lahko bili povečana izolacija, ekološke strehe, sistemi za zadrževanje vode, kompost in drugi programi recikliranja in vsesplošna učinkovitost. Urbane skupnosti lahko podpirajo bogat in raznolik ekosistem. Biotska raznovrstnost se poveča z razpoložljivostjo naravnih virov za spodbujanje rasti. Le to pa lahko dosežemo s spodbujanjem ekološke dejavnosti v skupnosti. Število vrst organizmov v skupnosti se zelo razlikujejo glede na lokacijo skupnosti. Skupno vsem raziskavam, je poskus razumeti dejavnike, zaradi katerih nekatere vrste v urbanih okoljih preživijo, druge pa ne preživijo.
Zaključki o urbani ekologiji niso sodba o tem, ali je mestno okolje dobro ali slabo. Urbana ekologija omogoča posamezniku, da vidi, kaj se v skupnosti dogaja in pomaga pri razvoju postopkov za doseganje ciljev skupnosti.